# Pierre-Morains
Pierre-Morains település Franciaországban, Marne megyében. Lakosainak száma 92 fő (2022. január 1.). Pierre-Morains Bergères-lès-Vertus, Clamanges, Val-des-Marais, Écury-le-Repos és Trécon községekkel határos.

## Népesség
A település népességének változása:
| Lakosok száma | 132  | 96   | 92   | 97   | 97   | 100  | 91   | 86   | 85   | 92   |
|               | 1968 | 1982 | 1990 | 2006 | 2013 | 2015 | 2017 | 2019 | 2020 | 2022 |